# 斯蒂爾維爾 (密蘇里州)
斯蒂爾維爾（英語：Steelville）是位於美國密蘇里州克勞福德縣的城市。同時該地也是克勞福德縣的縣治。

## 人口
根據2020年美國人口普查的數據，斯蒂爾維爾的面積為6.27平方千米，皆為陸地。當地共有人口1472人，而人口密度為每平方千米235人。